# Fukov
Fukov (německy Fugau) je bývalá obec v Čechách ve Šluknovském výběžku, osídlená převážně německým obyvatelstvem. Po německém obyvatelstvu nesla přízvisko Slunná. Ve 20. století zde stávalo 135 domů, ale zatímco v roce 1921 v nich žilo 739 obyvatel, v roce 1950 jich bylo již jen 87. V roce 1960 byla obec zcela zbořena a zanikla. Dnes je její území evidováno jako základní sídelní jednotka místní části Království města Šluknov v okrese Děčín.

## Geografie
Bývalá obec leží na území ostře vybíhajícím ze Šluknovského výběžku dále na sever v těsné blízkosti německého města Oppach. Území bývalé obce je totiž ze severu, z východu a ze západu obklopeno německou spolkovou zemí Sasko a s českým vnitrozemím je propojeno pouze na jihu asi 3 kilometry dlouhým a 600 metrů širokým pruhem území. Katastr Fukova měl rozlohu 276,44 ha. Délka od severu k jihu byla 3,598 km, šířka od západu k východu 2,253 km. Byla nejsevernější obcí Československé republiky, co se týče středu obce. Spojení s českým územím zajišťovala jediná silnice.
Do úzkého výběžku vtéká na území České republiky řeka Spréva, aby je po několika stovkách metrů toku opět opustila. Jedná se o jediné místo na území České republiky, které tato řeka protíná.

## Historie

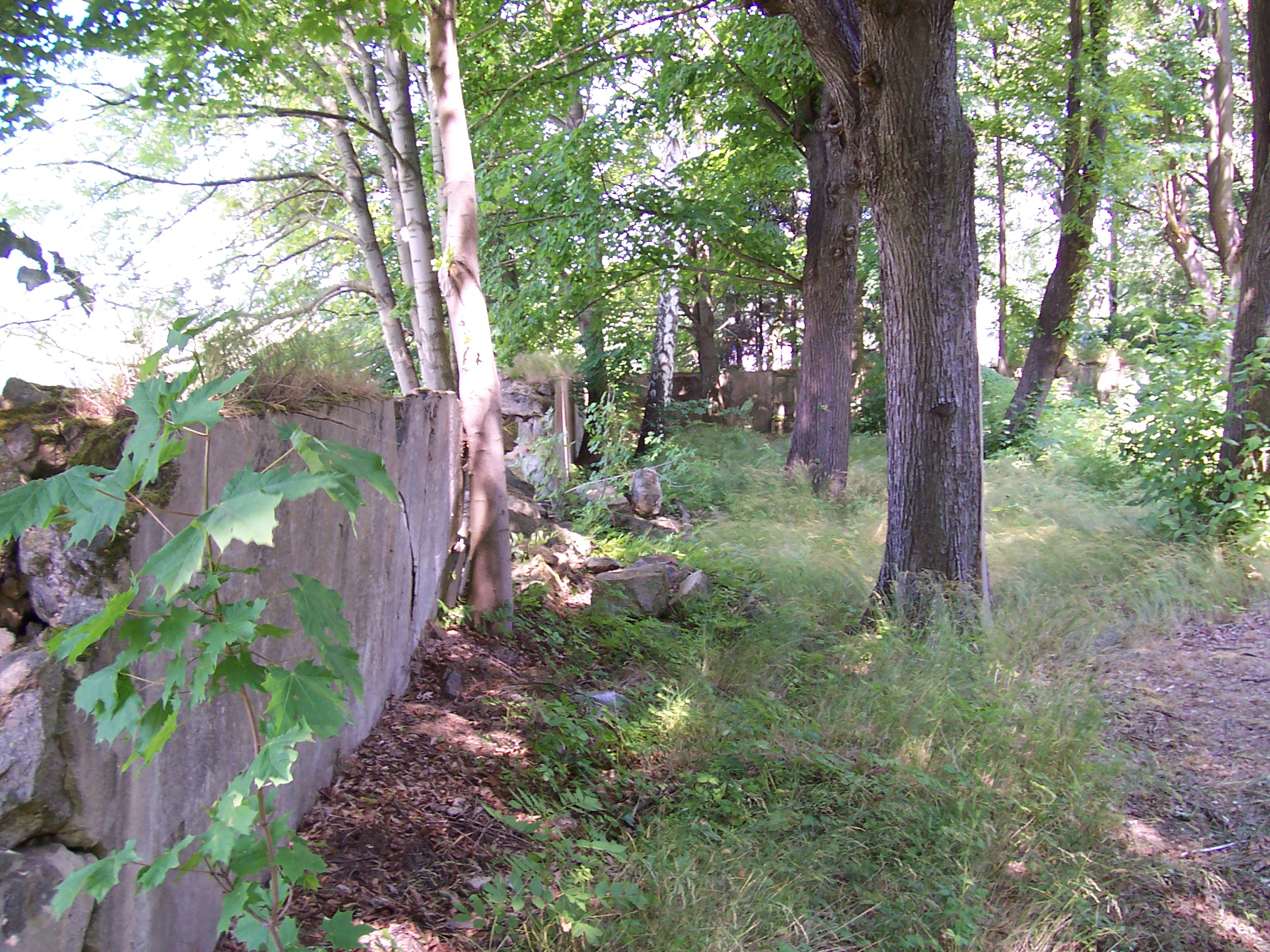
Zbytky bývalého hřbitova ve Fukově

První písemná zmínka o Fukovu je z roku 1410. V roce 1474 se dostal do rejstříku Tolštejnského-Šluknovského panství. Základem se stal dědičný statek Fuge(Fuga) který 28. 8. 1474 byl potvrzen saskými vévody Arnoštem a Albrechtem pro Nikolu a Jorge Kaudonovy. V roce 1474 patřili k němu jen 4 selské grunty. V roce 1654 je uváděno již 14 hospodářství. Do roku 1531 patřil statek rodu Šlejniců, po tomto roce se pak střídali postupně rody Mansfeldů, Brümmerů, Dietrichsteinů a dalších. Uprostřed obce se měl nacházet Vrchnostenský dvůr pod který patřil i obilný mlýn a pila.
V roce 1884 byla do užívání v obci předána nová škola. V jedné ze tříd se učilo i česky. Z první světové války se nevrátilo 28 místních občanů. Po rozpadu Rakouska-Uherska připadlo území Československu. Od roku 1932 začaly zajíždět do obce autobusy.
12. září 1938 bylo v 18 hodin večer vyhlášeno stanné právo. Během 14 dnů zmizely hraniční sloupy a 6. října 1938 se v obci zastavil Adolf Hitler a podepsal se do Zlaté knihy obce. Z války se nevrátilo 68 mužů. K obszazení obce polskými jednotkami došlo 8. května 1945. Po druhé světové válce bylo německy mluvící obyvatelstvo odsunuto. O uvolněné chalupy nebyl zájem a v roce 1947 se 107 opuštěných domů začalo rozprodávat jako levný stavební materiál. Z původních 58 živností se našli správci pouze pro 3 (hospoda, řeznictví a obchod se smíšeným zbožím). Dne 23. září 1960 byly jako poslední dvě budovy odstřeleny škola a kostel sv. Václava, jehož zvony byly odvezeny do kostela sv. Františka z Assisi ve Studánce. Tím obec fakticky zanikla. Kvůli komplikované ochraně hranice vypracovalo ministerstvo vnitra plán pro úpravu hranice a mělo dojít k výměně Fukovského výběžku za jiné území s NDR. Z realizace plánu nakonec sešlo.
Katastrální území Fukov náleží městu Šluknov. V současnosti někdejší obec připomíná dřevěný kříž, který byl osazen 23. září 2000, tedy čtyřicet let po zániku obce. Přístupné jsou i zbytky bývalého hřbitova, v jehož blízkosti se nachází turistický hraniční přechod (pouze pro chodce a cyklisty) do Německa. Ve Fukově se dříve nacházela česká i německá celnice.
Spolu s obcí zanikla i křížová cesta, umístěná u ohradní zdi hřbitova. Na ploše bývalého hřbitova se každý sudý rok koná setkání místních rodáků. V posledních letech se převážně z iniciativy města Šluknov daří realizovat projekty, které připomínají historii Fukova. V roce 2011 byl opraven vodojem (poslední dochovalá stavba), v roce 2014 vyčištěn a upraven hřbitov a rok později rekonstruována Boží muka u cesty na Taubenheim. Na podzim 2015 byla realizována výsadba ovocných alejí podél stávajících i bývalých fukovských cest. Během roků 2017-2019 pak byla znovuobnovena ve spolupráci s Akademií výtvarných umění v Praze socha sv. Jana Nepomuckého blízko železničního viaduktu.

## Obyvatelstvo
Lidé žijící ve Fukově se zabývali kromě obdělávání polností i tkaním a bylo zřízeno hned několik bělidel. V polovině 19. století ale domácí práci postupně vytěsnili továrny.
Ve Fukově fungovali obchody s obuví, látkami, trafika, drogerie, železářství, potřeby pro domácnost, potraviny, pekař, řezník, truhláři, malíři a natěrači, holič a kadeřník, pokrývač, zámečník, košíkář, švadlena, krejčí, švec, sedlář, kameník, mandl a taxislužba.
Obec měla bohatý spolkový život: spolek vojenských veteránů, katolický družný spolek, dobrovolní hasiči, pěvecký sbor Harmonie, tělocvičný spolek pracujících, tělovýchovný spolek Jahn.
Obyvatelstvo patřilo k Luteránské víře. V letech 1688 - 1696 hrabě Dietrichstein provedl rekatolizaci Fukova i okolních obcí a přičlenil pod Šluknovskou farnost.
|           | 1869 | 1880 | 1890 | 1900 | 1910 | 1921 | 1930 | 1950 | 1961 | 1970 | 1980 | 1991 | 2001 | 2011 |
| --------- | ---- | ---- | ---- | ---- | ---- | ---- | ---- | ---- | ---- | ---- | ---- | ---- | ---- | ---- |
| Obyvatelé | 863  | 780  | 823  | 851  | 850  | 739  | 791  | 87   | —    | —    | —    | —    | —    | 3    |
| Domy      | 135  | 139  | 143  | 145  | 140  | 135  | 138  | 134  | —    | —    | —    | —    | —    | —    |

## Peážní železniční trať
Území bývalé obce protíná peážní německá železniční trať Drážďany–Žitava od 1. května 1875 v délce asi 2 kilometry. Ve Fukově však nikdy žádná zastávka nebyla. Vlaky přes české území pouze projíždějí. Nejbližší zastávka na východ od bývalé obce Fukov je Neusalza-Spremberg, na západě pak je to pak Taubenheim (Spree). Jedná se o nejsevernější trať na území Česka.

## Pamětihodnosti
- kamenná Boží muka z 19. století s novodobým obrazem Panny Marie Bolestné, opravená v roce 2014
- hřbitov založený roku 1788 s hřbitovním křížem vystavěným roku 1862, opravený v roce 2014
- secesní vodárna z roku 1911, opravená v roce 2011, jediná dochovaná stavba
- ruiny kostela svatého Václava postaveného roku 1788, zbořeného v roce 1960

## Významní rodáci
- August Weirich (1858–1921), hudebník, v letech 1903-21 byl kapelníkem ve vídeňském Štěpánském dómu
- Rudolf Kauschka (1883–1960), německý sportovec, horolezec, sáňkař
- Jindřich Roudný (1924–2015), československý lehký atlet
- Theodor Tupetz (1852–1938), historik, autor učebnic, editor, zemský školní inspektor[9]
- Ignác Weirich (1856–1916), český sochař a řezbář

## Galerie

Zaniklá obec Fukov
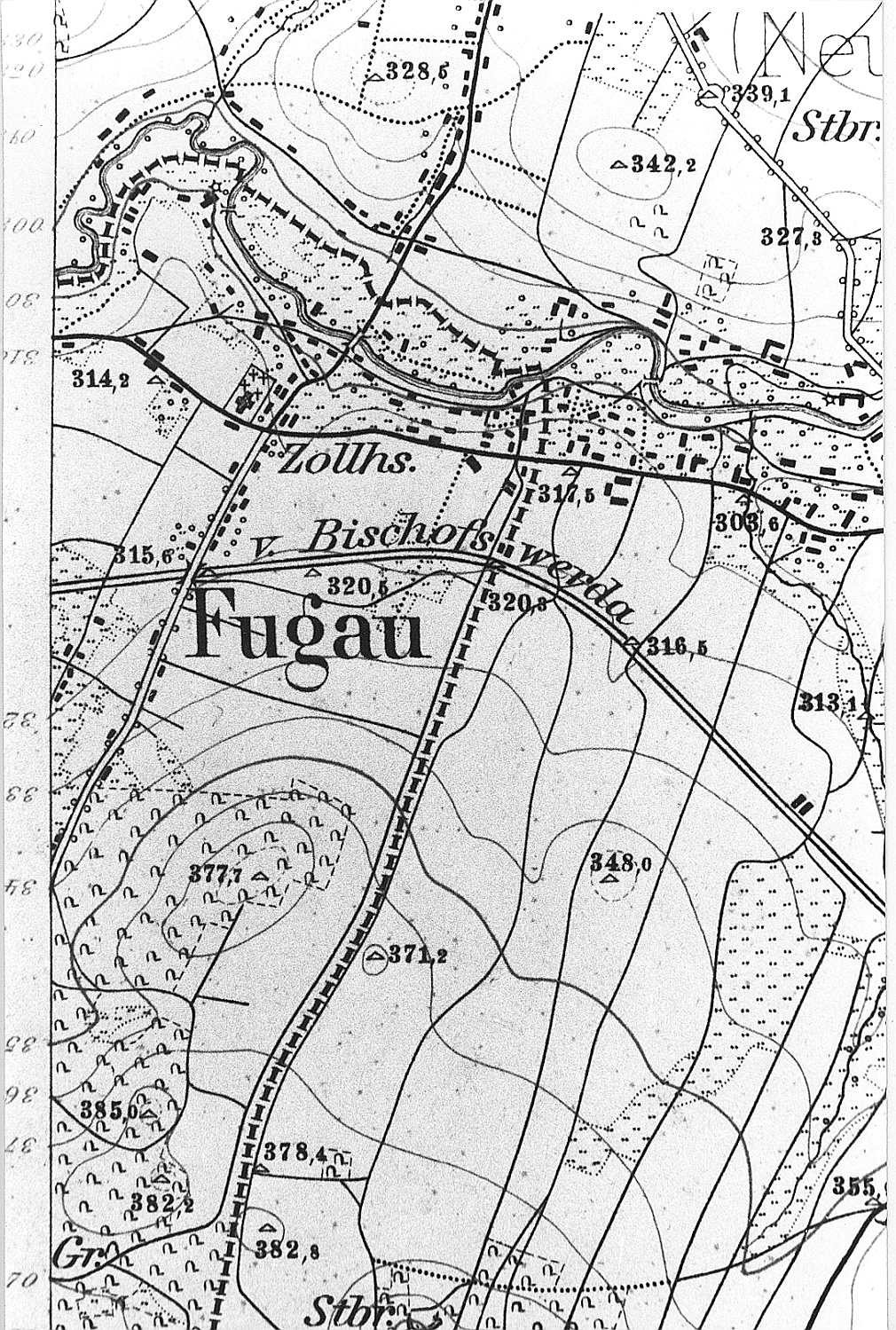
Fukov na historické mapě (1883)
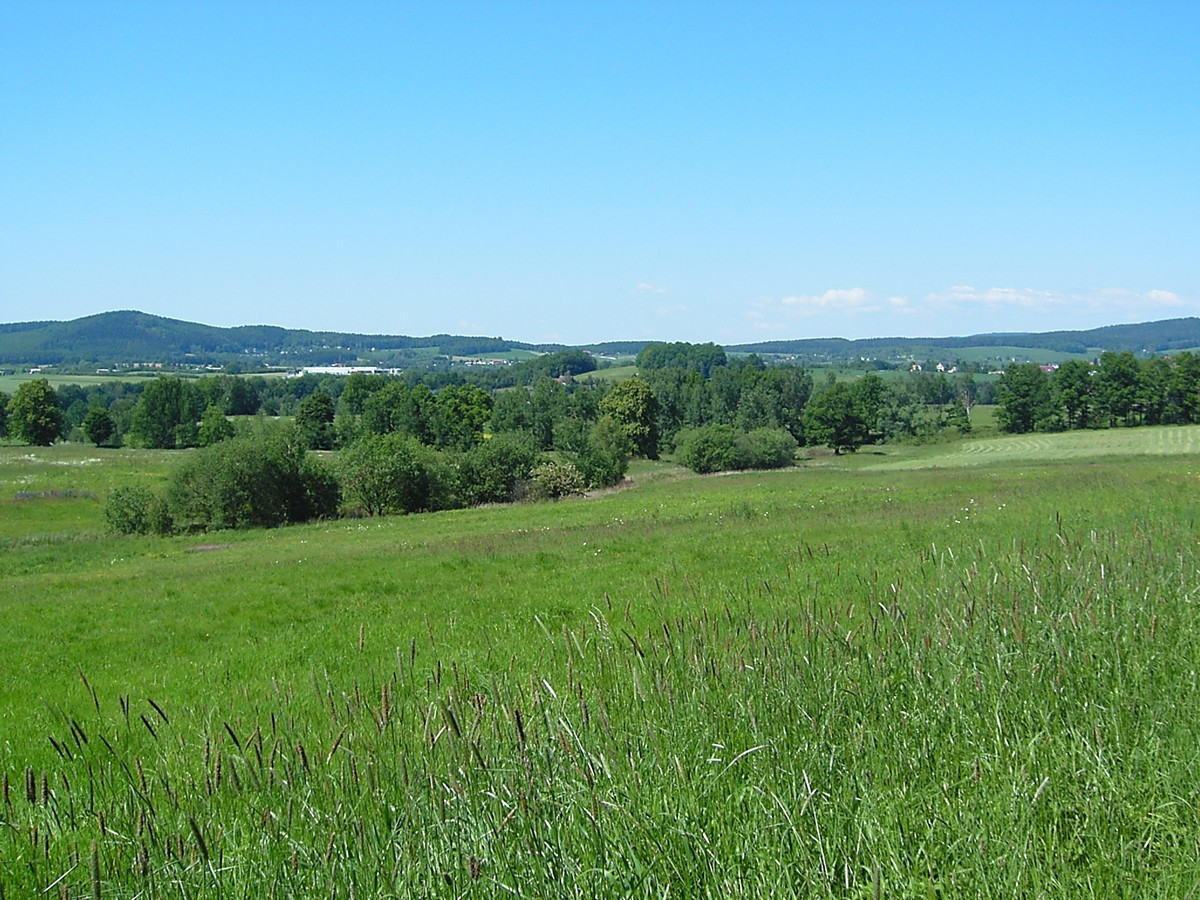
Pohled na bývalou obec (2006)
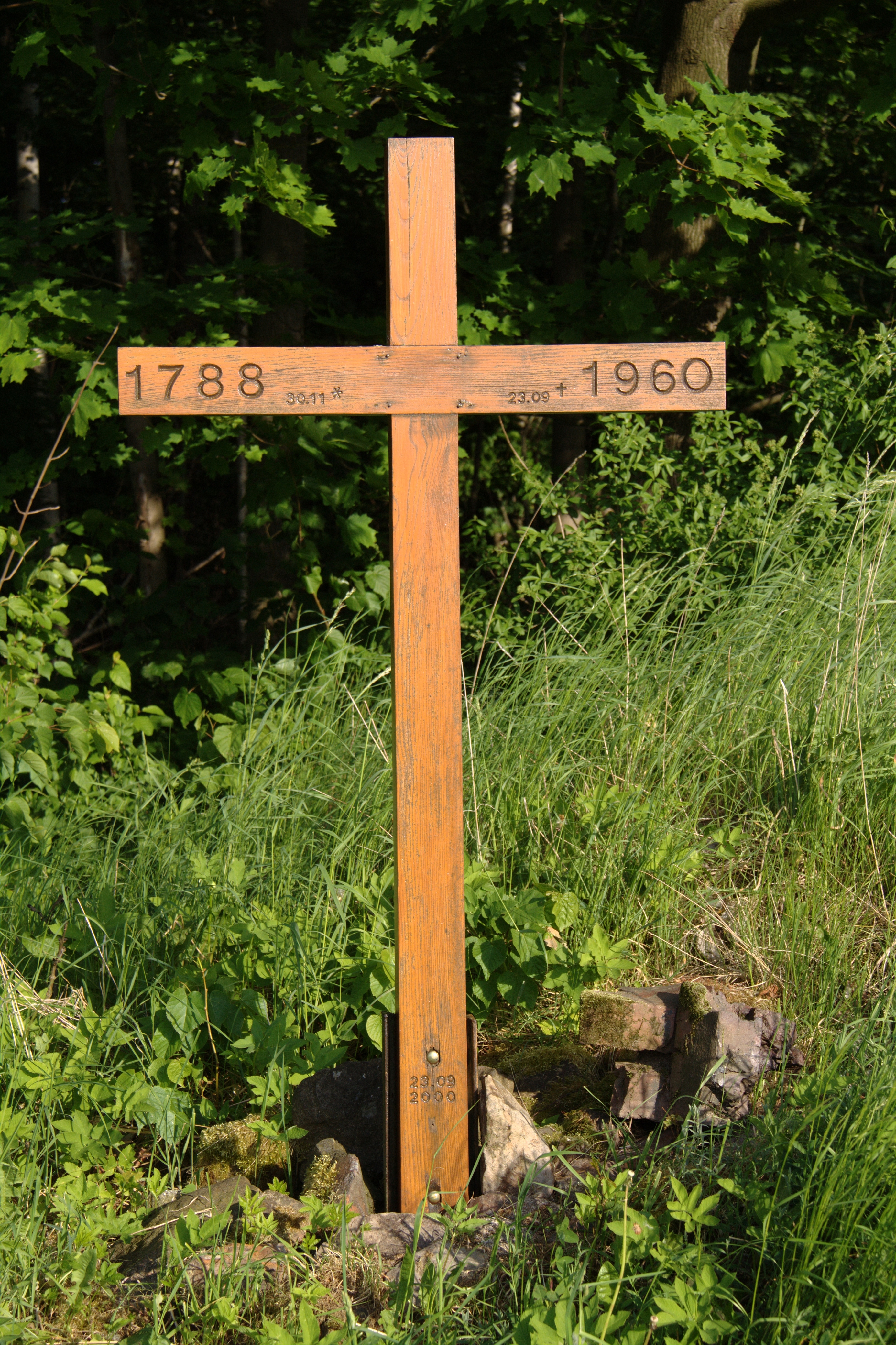
Dřevěný kříž (2012)
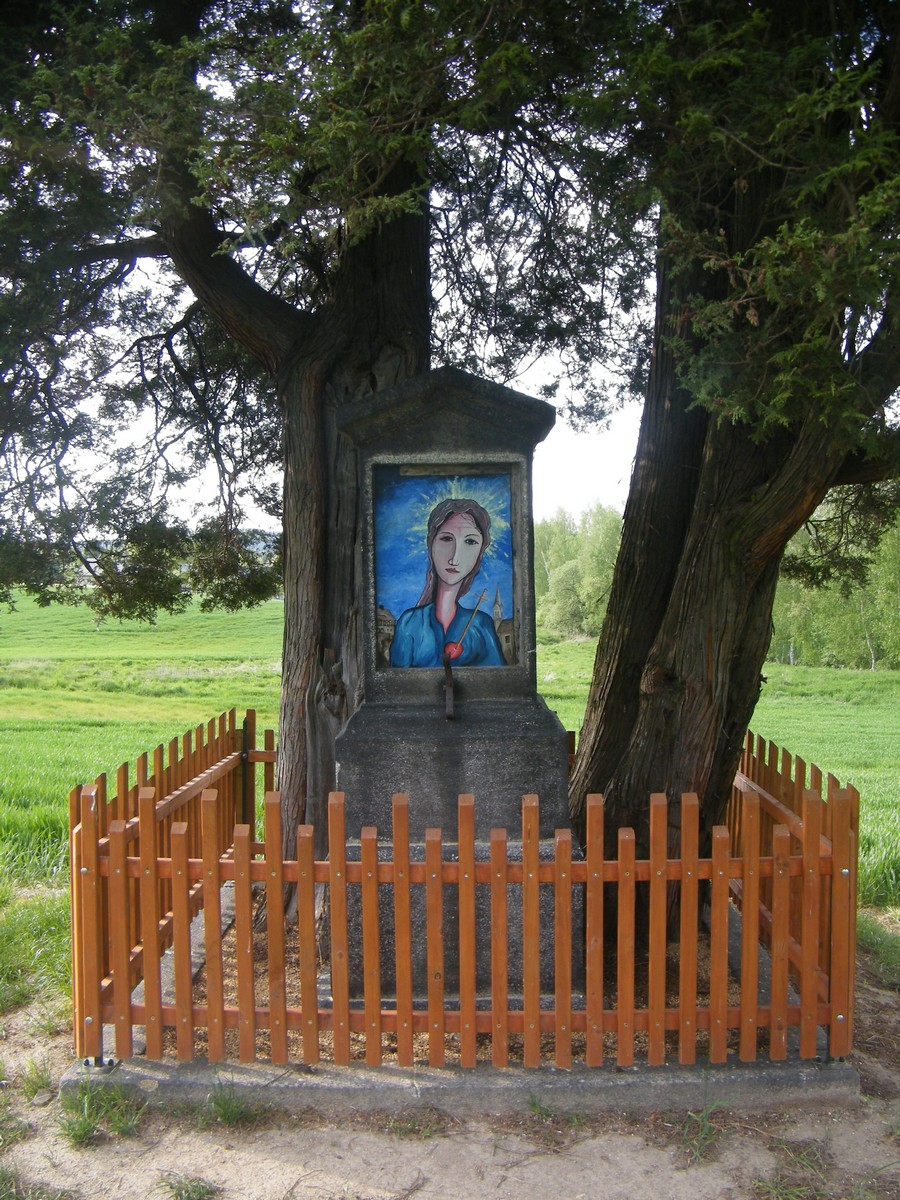
Opravená Boží muka (2016)
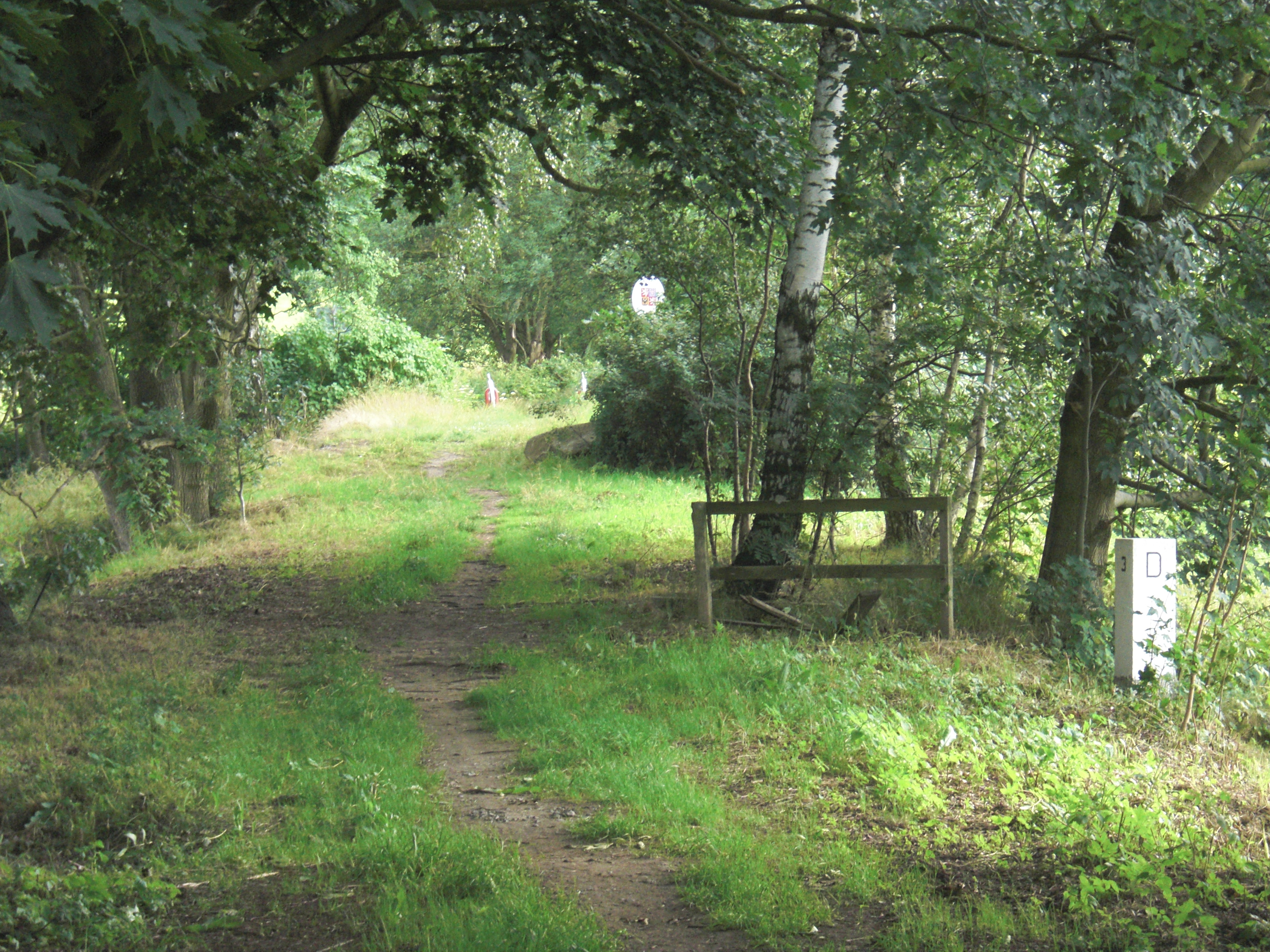
Hraniční přechod do Oppachu (2008)
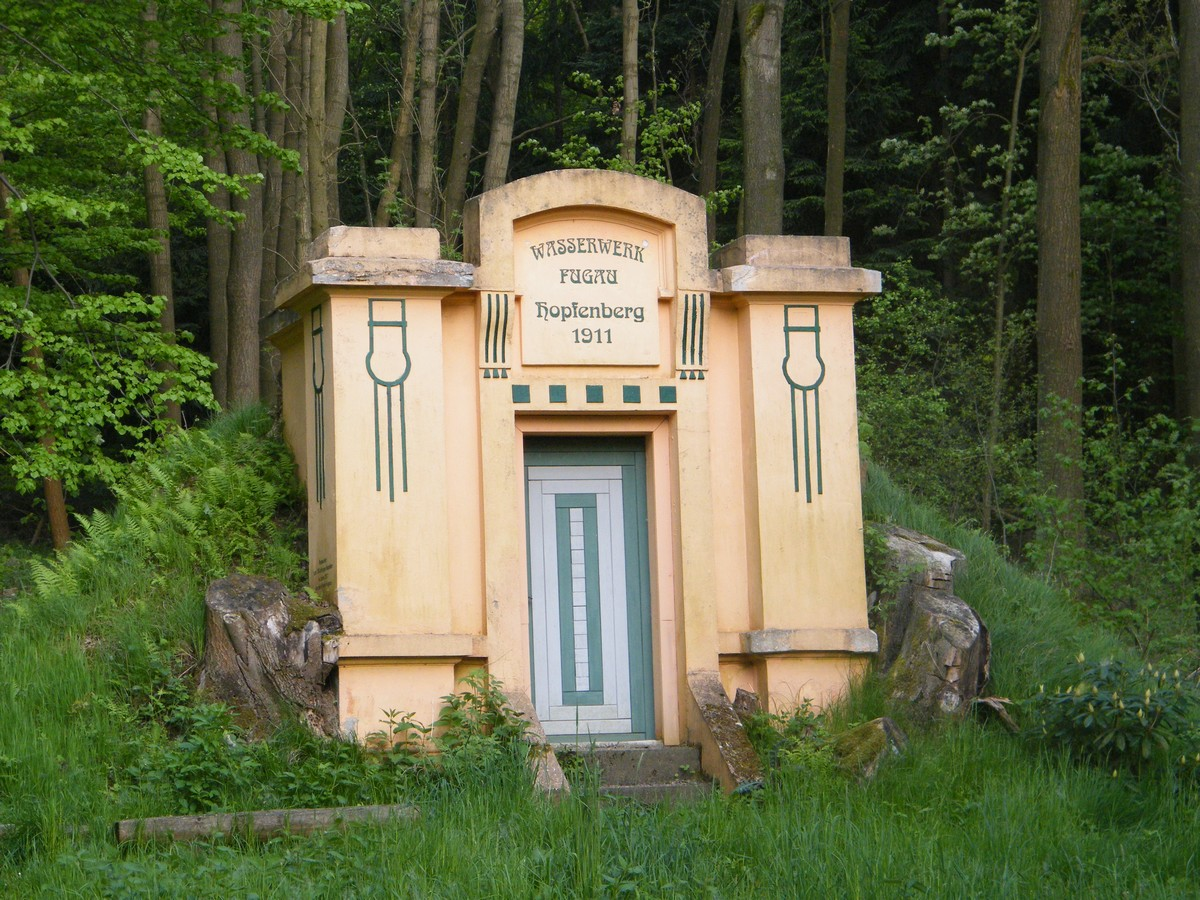
Vodárna (2016)
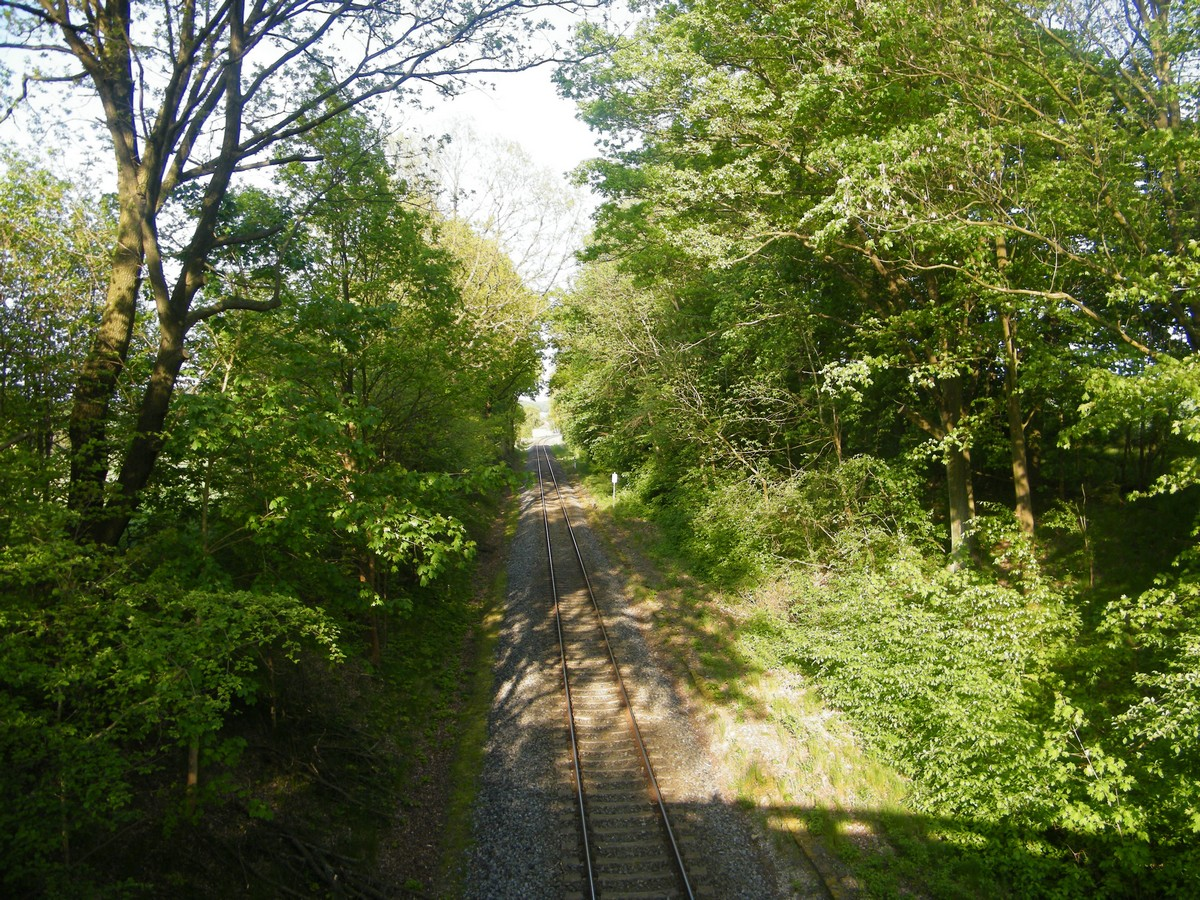
Peážní trať (2016)
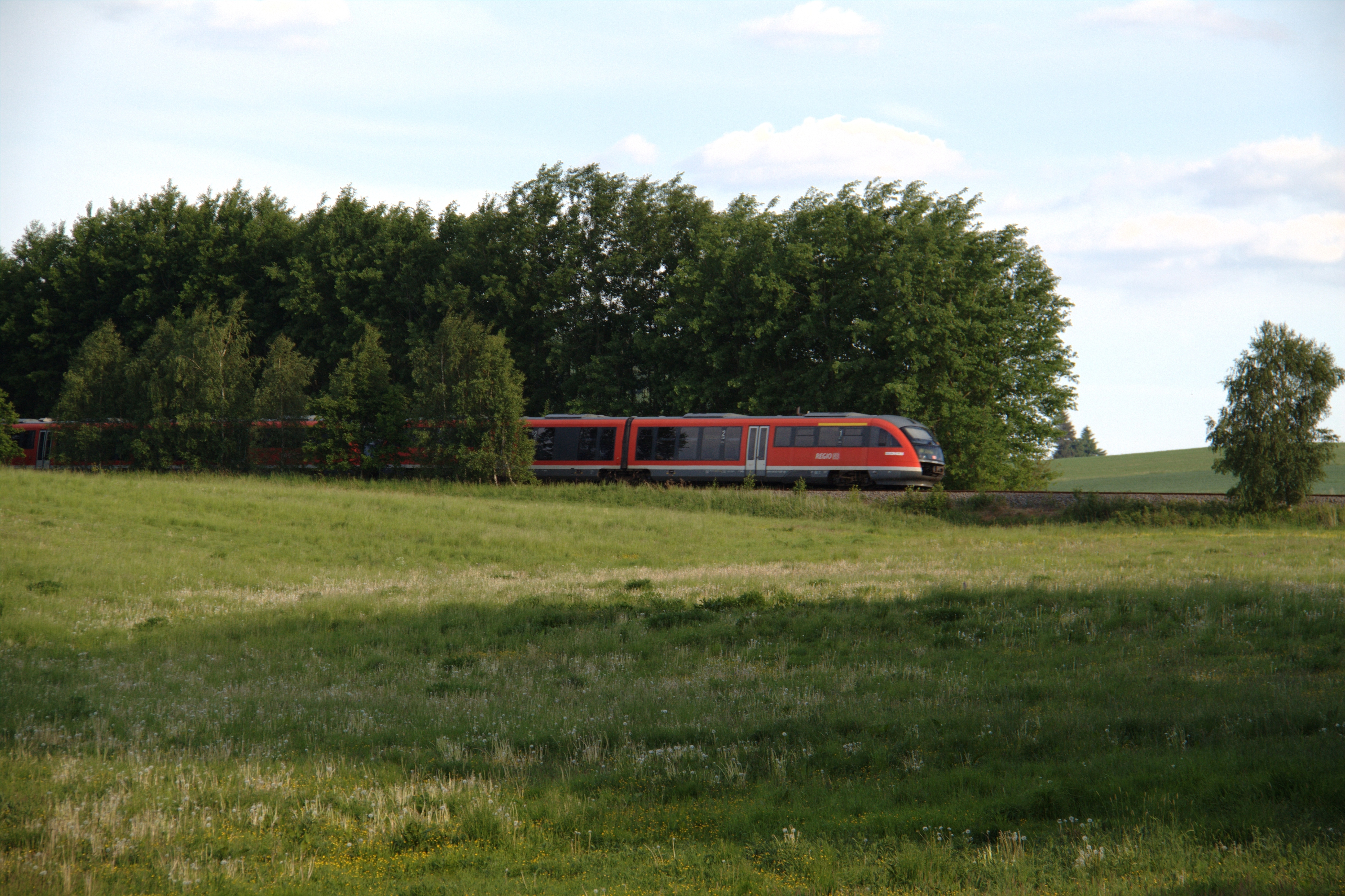
Peážní trať (2016)
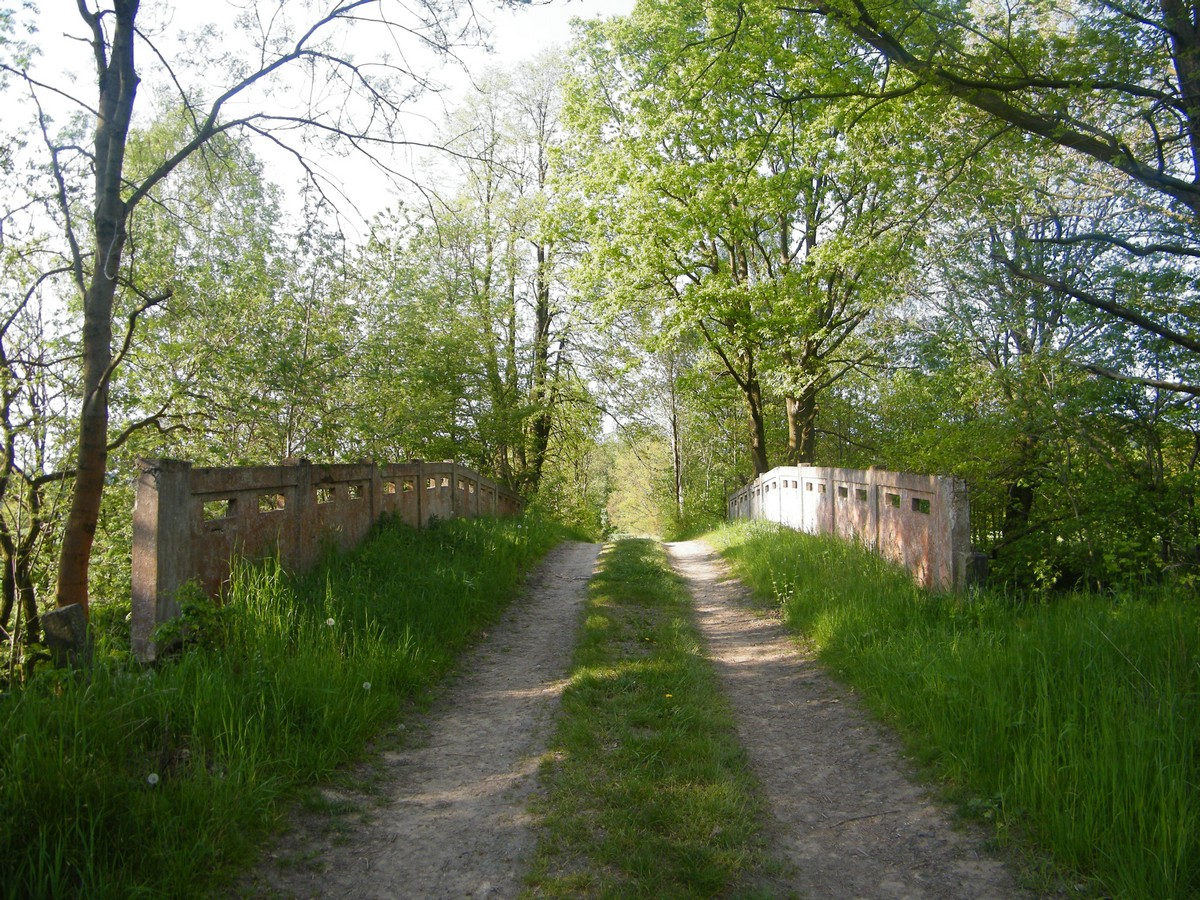
Most přes peážní trať (2016)
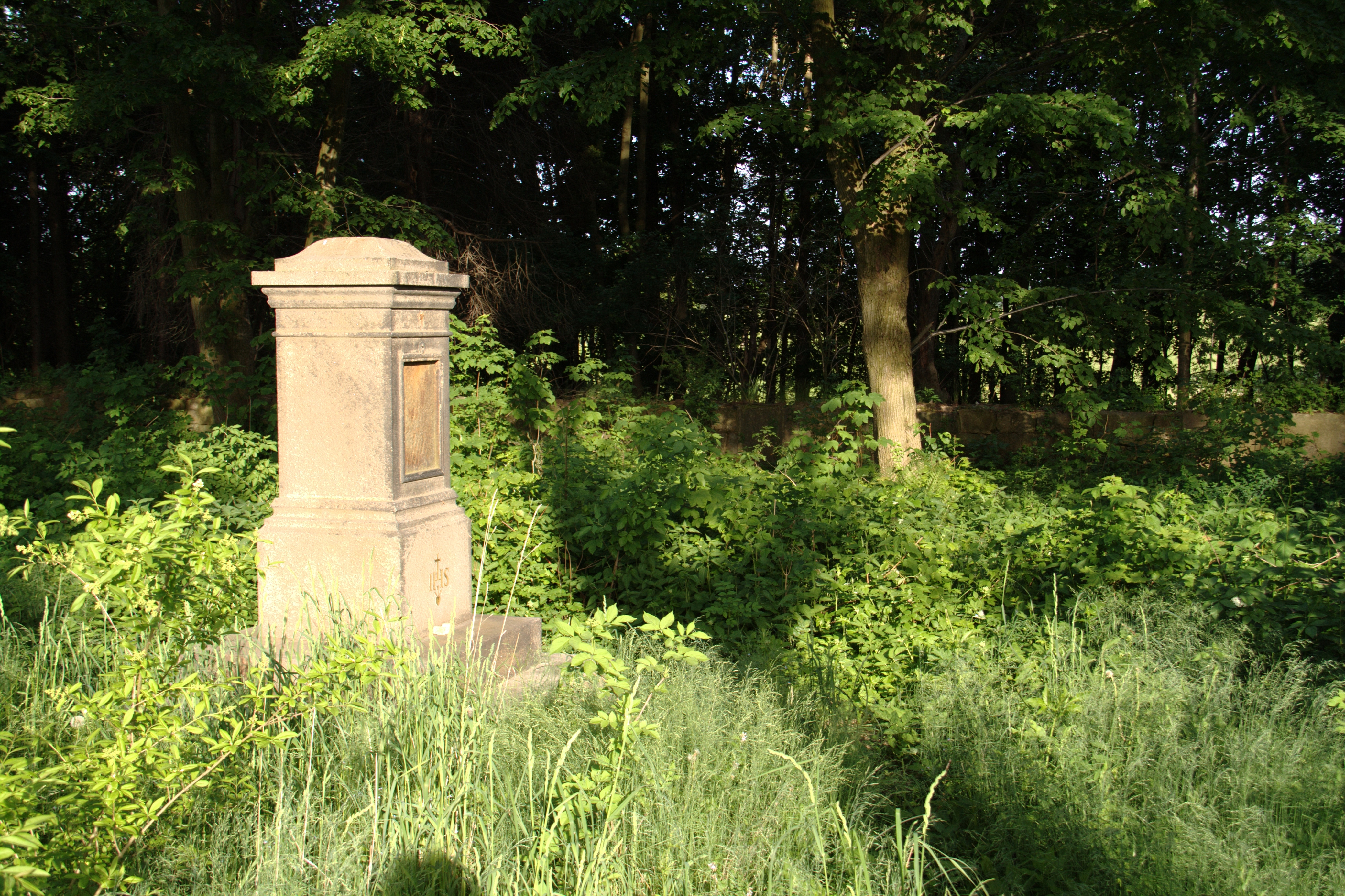
Hřbitov před rekonstrukcí (2012)
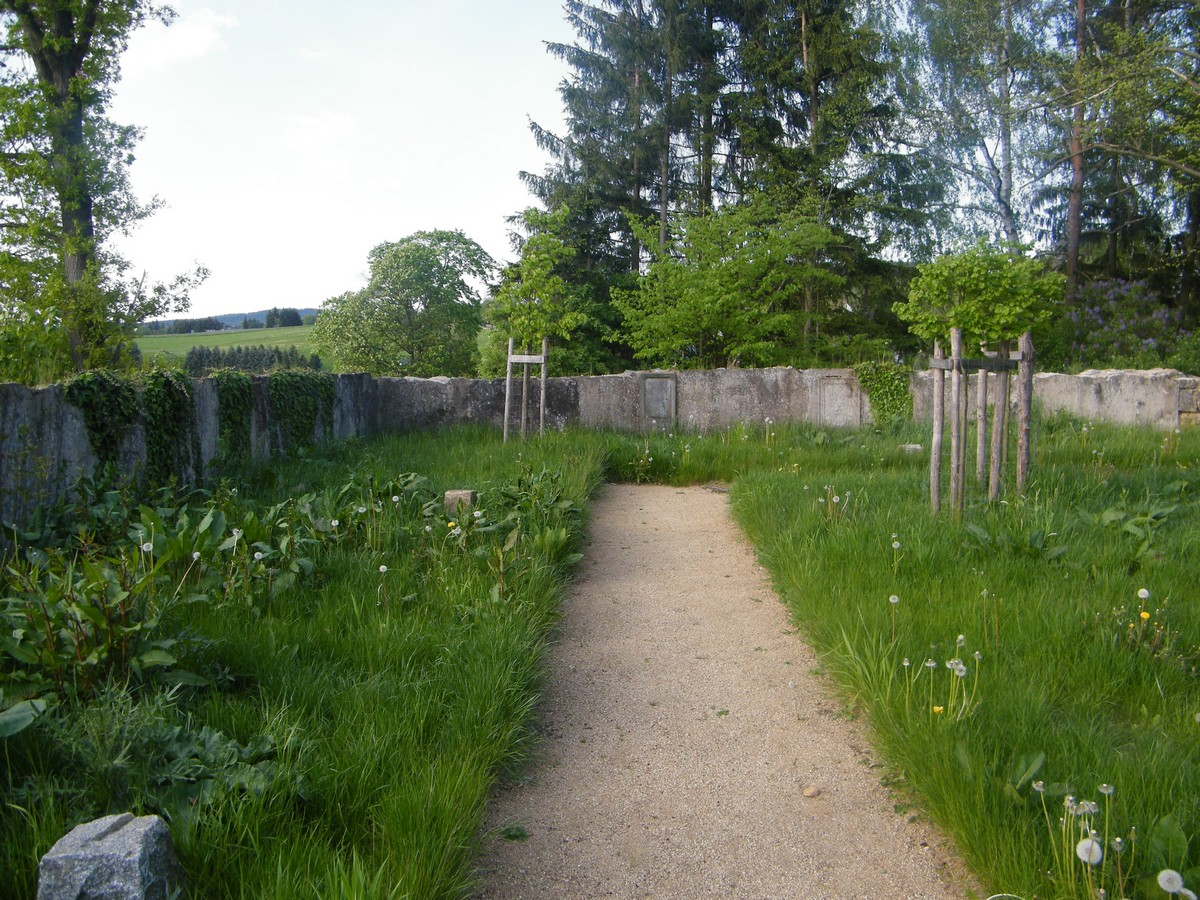
Hřbitov po rekonstrukci (2016)
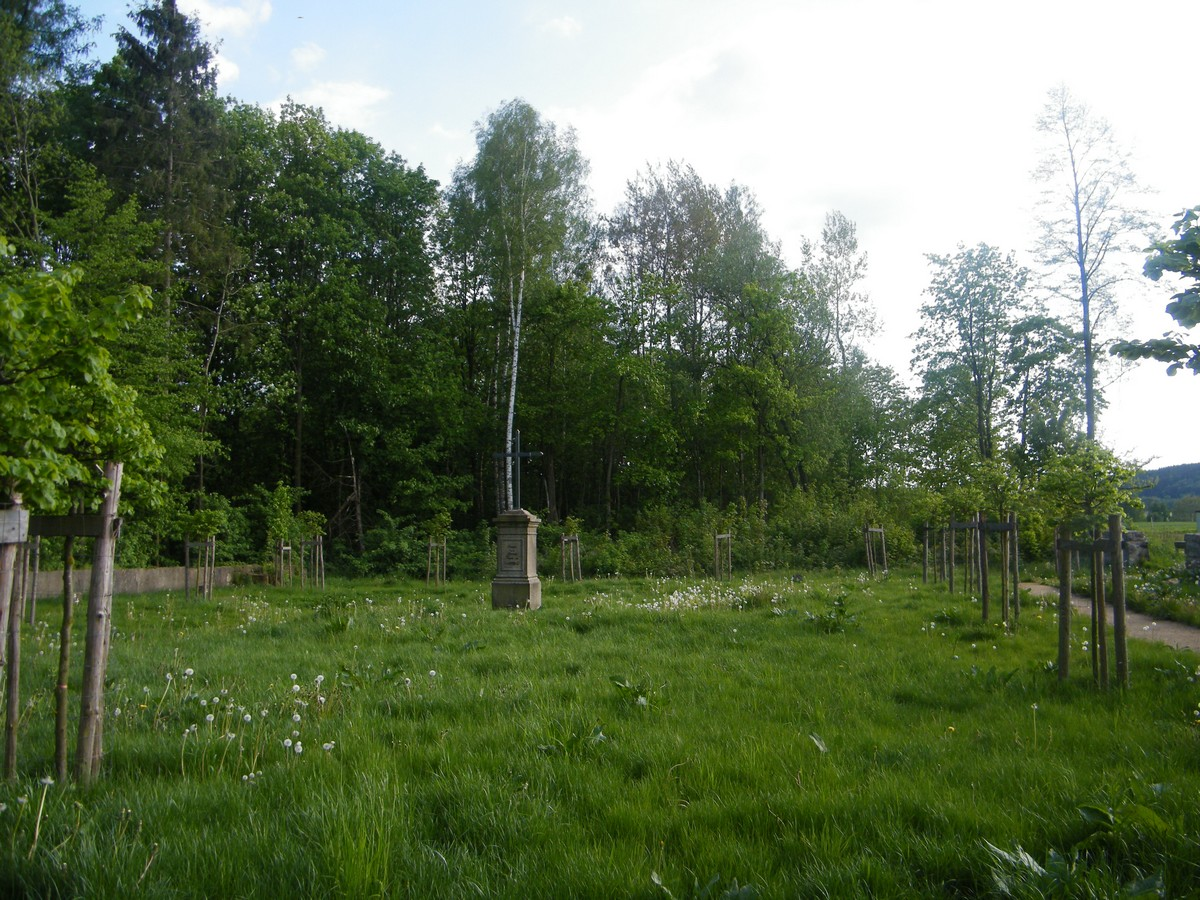
Hřbitov po rekonstrukci (2016)
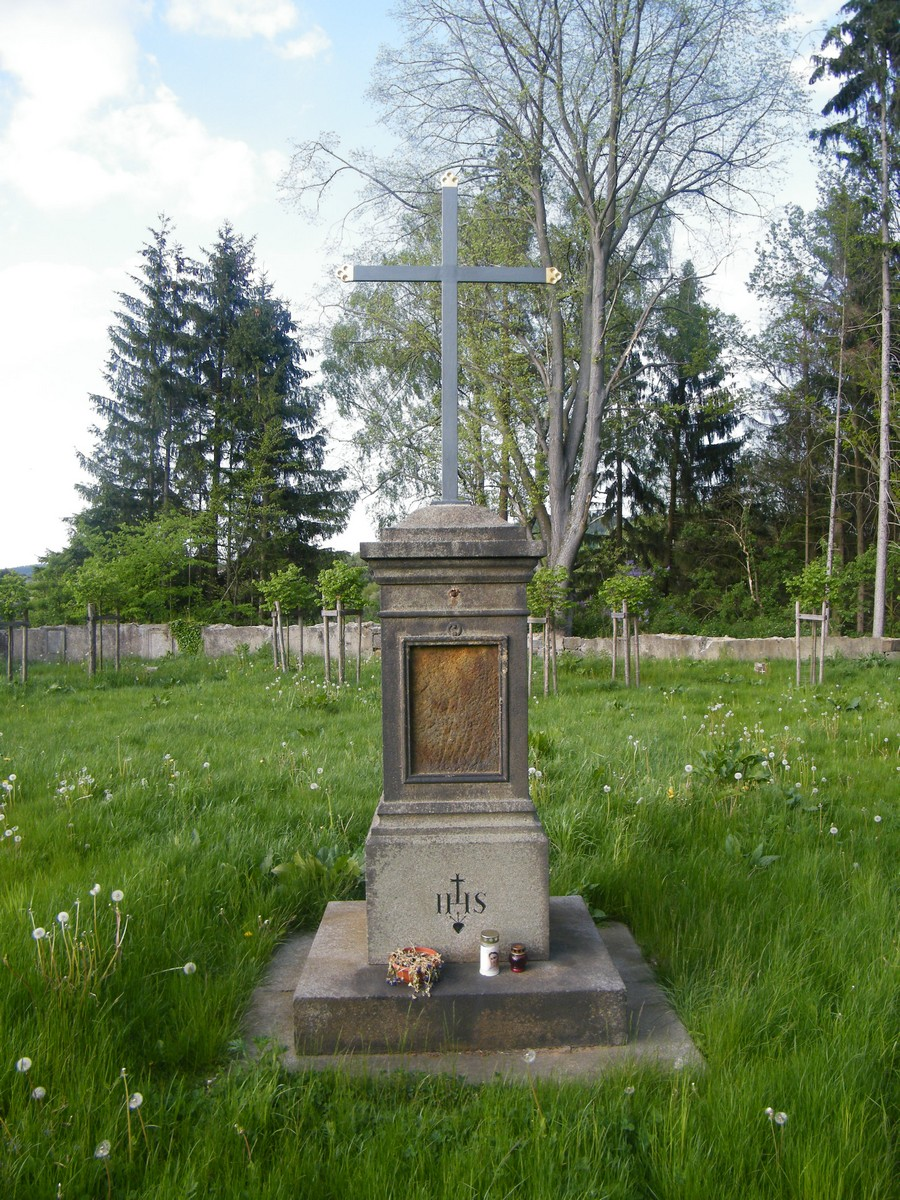
Hřbitovní kříž (2016)